# جيمس روبرتسون (محامي)
جيمس روبرتسون (بالإنجليزية: James Robertson)‏ هو قاضي ومحامي أمريكي، ولد في 1938 في كليفلاند في الولايات المتحدة.

## وصلات خارجية
- جيمس روبرتسون على موقع إن إن دي بي (الإنجليزية)